# Campionato africano femminile di pallavolo 1997
Il VIII campionato africano femminile di pallavolo si è svolto nel 1997. Al torneo hanno partecipato 5 squadre nazionali africane e la vittoria finale è andata per la quarta volta consecutiva al Kenya.

## Squadre partecipanti
- Angola
- Kenya
- Mozambico
- Nigeria
- Sudafrica

## Classifica finale
| Classifica | Squadre   |
| ---------- | --------- |
|            | Kenya     |
|            | Nigeria   |
|            | Angola    |
| 4          | Sudafrica |
| 5          | Mozambico |